# Skrapar
Skrapar (albanska: Skrapar med böjningsformen Skrapari) är en stad i södra Albanien. Staden hade 12 403 invånare vid folkräkningen 2011 och en yta på 831,44 km².
Upptäckten av grottor, gravar, slott, mosaiker, mynt och ruiner av broar och kyrkor har lett till slutsatsen att området har varit bebott under mycket äldre tid.